# Paspalum azuayense
Paspalum azuayense är en gräsart som beskrevs av Sohns. Paspalum azuayense ingår i släktet tvillinghirser, och familjen gräs. IUCN kategoriserar arten globalt som starkt hotad. Inga underarter finns listade i Catalogue of Life.